# Schlickovo ladění
Schlickovo ladění je nerovnoměrně temperované ladění, které ve své práci v roce 1511 popsal
Arnolt Schlick. Zatímco někteří hudební teoretici kladou Schlickovo cítění ještě do doby temperatur,
odvozených z pythagorejského ladění, založeného na kvintách, jiní již v této práci
hledají začátky vzniku středotónového ladění, založeného na velkých terciích.
Arnolt Schlick

svůj návod k ladění varhan popisuje zhruba následujícími slovy:
„Začni s tónem F v manuálu a vem jeho horní kvintu a neber ji příliš vysoko (jak by odpovídalo čistému ladění),
ale nech ji podle záznějů o něco níže, co sluch ještě snese, ale zase ne až tak moc…“
Z tohoto popisu lze stěží odvodit exaktní vztahy mezi tóny, které požaduje přesná hudební teorie,
pracující s pojmy pythagorejské či syntonické koma a poměřující drobné odchylky intervalů na centy, a proto jsou pokusy o rekonstrukci Schlickova ladění nejisté.
Uveďme dva autory, kteří se pokoušejí rekonstruovat toto ladění podle uvedených náhledů:

## Barbour
J. Murray Barbour

se jako první pokusil o rekonstrukci Schlickova ladění, přičemž vycházel z jedné šestiny pythagorejského komatu (PK).
Kvinty F-C, C-G,  G-D, D-A, A-E, E-H jsou laděny o 1/6 PK  níže než čistě (698 centů),
kvinty H-Fis, Fis-Cis, Dis-B a B-F jsou laděny o 1/12 PK níže než čistě, tzn. prakticky se rovnají
kvintám rovnoměrně temperovaného ladění, jak je známe dodnes (700 centů),
a Kvinty Cis-Gis a Gis-Dis jsou laděny o 1/6 PK výše než čistě (706 centů):
| Kvinty                              | Poměr frekvencí                                                                               | Popis                                                                             | Centy |
| ----------------------------------- | --------------------------------------------------------------------------------------------- | --------------------------------------------------------------------------------- | ----- |
| F – C C – G G – D D – A A – E E – H | {\displaystyle {\frac {3}{2}}:\left({\frac {3^{12}}{2^{19}}}\right)^{\frac {1}{6}}=1.496616}  | Užší: čistá kvinta zmenšená o šestinu pythagorejského komatu                      | 698   |
| H - Fis Fis – Cis Dis – B B – F     | {\displaystyle {\frac {3}{2}}:\left({\frac {3^{12}}{2^{19}}}\right)^{\frac {1}{12}}=1.498307} | Rovnoměrně temperovaná: čistá kvinta zmenšená o dvanáctinu pythagorejského komatu | 700   |
| Cis – Gis Gis – Dis                 | {\displaystyle {\frac {3}{2}}.\left({\frac {3^{12}}{2^{19}}}\right)^{\frac {1}{6}}=1.503391}  | Širší: čistá kvinta zvětšená o šestinu pythagorejského komatu                     | 706   |

## Helmut K. H. Lange
Lange

pokládá Barbourovu rekonstrukci za mylnou a naproti tomu se domnívá, že bylo Schlickovo myšlení již pevně svázáno se středotónovým laděním. Proto zužuje ladění oněch šesti kvint o 3/16 syntonického komatu.
Wegscheider s Wernerem

naproti tomu dávají za pravdu Barbourovi a ukazují, že je to naopak Lange, který vychází ze špatného předpokladu
o Schlickově svázanosti se středotónovým laděním. Tvrdí, že z pozorného čtení Schlickova díla jasně vysvítá,
že jeho myšlení ještě navazuje na Pythagorejské ladění a proto se znaží zachovat konsonanci kvint do té míry,
pokud je to možné. Odvolávají se na myšlení té doby, zejména na ladění Pareji (1482, tj.
pouze 29 let před Schlickem) a Grammatea (1518, tj. ještě téměř 7 let po Schlickovi), jejichž ladění rovněž vychází z pythagorejského.